# Рівкін Борис Миронович
Борис Миронович Рівкін (19 грудня 1919 — 4 грудня 2004) — радянський військовий льотчик, Герой Радянського Союзу (1943).

## Життєпис
Народився 19 грудня 1919 року в Чернігові у сім'ї робітників. Єврей. Закінчив 7 класів і школу ФЗУ у Москві. Працював слюсарем на автозаводі, закінчив аероклуб.
У РСЧА з 1937 року. Закінчив Борисоглєбську авіаційну школу льотчиків в 1938 році.
Брав участь у німецько-радянській війні з травня 1942 року. Командир ескадрильї 54-го гвардійського винищувального авіаційного полку (1-а гвардійська винищувальна авіаційна дивізія, 16-а повітряна армія), Центральний фронт) гвардії капітан Б.Рівкін до червня 1943 року здійснив 176 бойових вильотів. В 95 повітряних боях особисто збив 12 літаків противника та ще 7 у групі.
Після війни продовжував службу у ВПС. В 1954 році закінчив авіаційні КУОС, а в 1960 році Військово-повітряну академію.
З 1975 року генерал-майор авіації Б. М. Рівкін у запасі. Жив у Ростові-на-Дону.

## Звання та нагороди
24 серпня 1943 року Борису Мироновичу Рівкіну присвоєно звання Герой Радянського Союзу.
Також нагороджений:
- орденом Леніна
- 3-ма орденами Червоного Прапора
- орденом Олександра Невського
- 2-ма орденами Вітчизняної війни 1 ступеня
- орденом Червоної Зірки
- орденом «За службу Батьківщині у Збройних Силах СРСР»
- медалями